# Забродський Станіслав В'ячеславович
Станіслав В'ячеславович Забродський (1 січня 1962, Харків, УРСР, СРСР) — український і радянський спортсмен, стрілець з лука. Заслужений майстер спорту СРСР (1989), України (1993).

## Біографія
Забродський Станіслав В'ячеславович народився в місті Харків 1 січня 1962. Після закінчення середньої школи навчався в Харківському Українському політехнічному інституті, який закінчив у 1985 році.

## Спортивні досягнення
Дворазовий чемпіон світу і триразовий бронзовий призер чемпіонатів світу зі стрільби з лука, п'ятиразовий чемпіон і дворазовий срібний призер чемпіонатів Європи, восьмикратний рекордсмен світу.
Виступав за спортивні товариства «Зеніт», «Україна», а також за збірну держави. Спортсмен встановив чотири світові рекорди на одному чемпіонаті світу (1989) і був занесений в Книгу рекордів Гіннеса. Тренери — Валентин і Валентина Морозови, О. Ніколаєв.

## Особисті перемоги
- 1989 р. — Чемпіон світу (м. Лозанна, Швейцарія в особистих і командних змаганнях)
- 1988 р. — чемпіон Європи (Люксембурґ)
- 1989 р. — чемпіон Європи (Афіни)
- 1990 р. — чемпіон Європи (м. Барселона, Іспанія в особистій і командній першості)
- 1981 р. — бронзовий призер першості світу (м. Пунта-Ала, Італія)
- 1993 р. — світова першість (м. Анталья, Туреччина, в особистих змаганнях)
- 1996 р. — першість Європи (м. Мол, Бельгія), у командних змаганнях)
- 1989 р — отримав звання «Заслужений майстер спорту СРСР»
- 1993 р  — отримав звання «Заслужений майстер спорту України»

## Тренерська діяльність
- 2002 р. — працював тренером зі збірними Молдови, Ізраїлю, Казахстану.
- 2004 р. тренував збірну команди Іспанії,
- 2005 р. — 2013 р. — головний тренер спортивної збірної команди Російської Федерації по стрільбі з лука, з 2013 року — старший тренер.
- 2006 р. — відкрив секцію стрільби з лука в м. Таганрозі.

За час практичної тренерської роботи Станістав Забродський підготував 15 майстрів спорту і вісім майстрів спорту міжнародного класу. Спортсмени, яких виховував С. В. Забродський, є переможцями і призерами всеросійських змагань та входять до списку кандидатів у спортивну збірну команду Російської Федерації по стрільбі з лука.

## Результати
Під керівництвом Станіслава Забродського збірна команда Росії неодноразово перемагала у командному та індивідуальному заліках на чемпіонатах світу і чемпіонатах Європи :
- 2005 р. — чемпіонат світу по стрільбі з лука 2005 в Мадриді  — загальнокомандне 3 місце,
- 2009 р. — чемпіонат світу по стрільбі з лука в Ульсані  — загальнокомандне 2 місце
- 2010 р. — чемпіонат Європи  — загальнокомандне 1 місце,
- 2011 р. — чемпіонат світу по стрільбі з лука 2011 в Турин і Логінова Альбіна Миколаївна — 1 місце в особистій першості,
- 2012 р. — чемпіонат Європи — загальнокомандне 3 місце в олімпійській програмі
- 2008 р. — стрільба з лук на літній олімпійський XXIX олімпіада в Пекіні (Китай) — бронзова медаль Баденов Баір Доржієвич
- 2012 р. — стрільба з лука на літніх олімпійських іграх в Лондоні (Велика Британія) — жіноча команда 4 місце.
- 2013 р.  — на чемпіонаті світу в особистому заліку Олександр Дамбаєв завоював бронзову медаль
- 2014 р. — на чемпіонаті Європи чоловіча команда зайняла 3 місце[2].